# Bacia do rio Doce

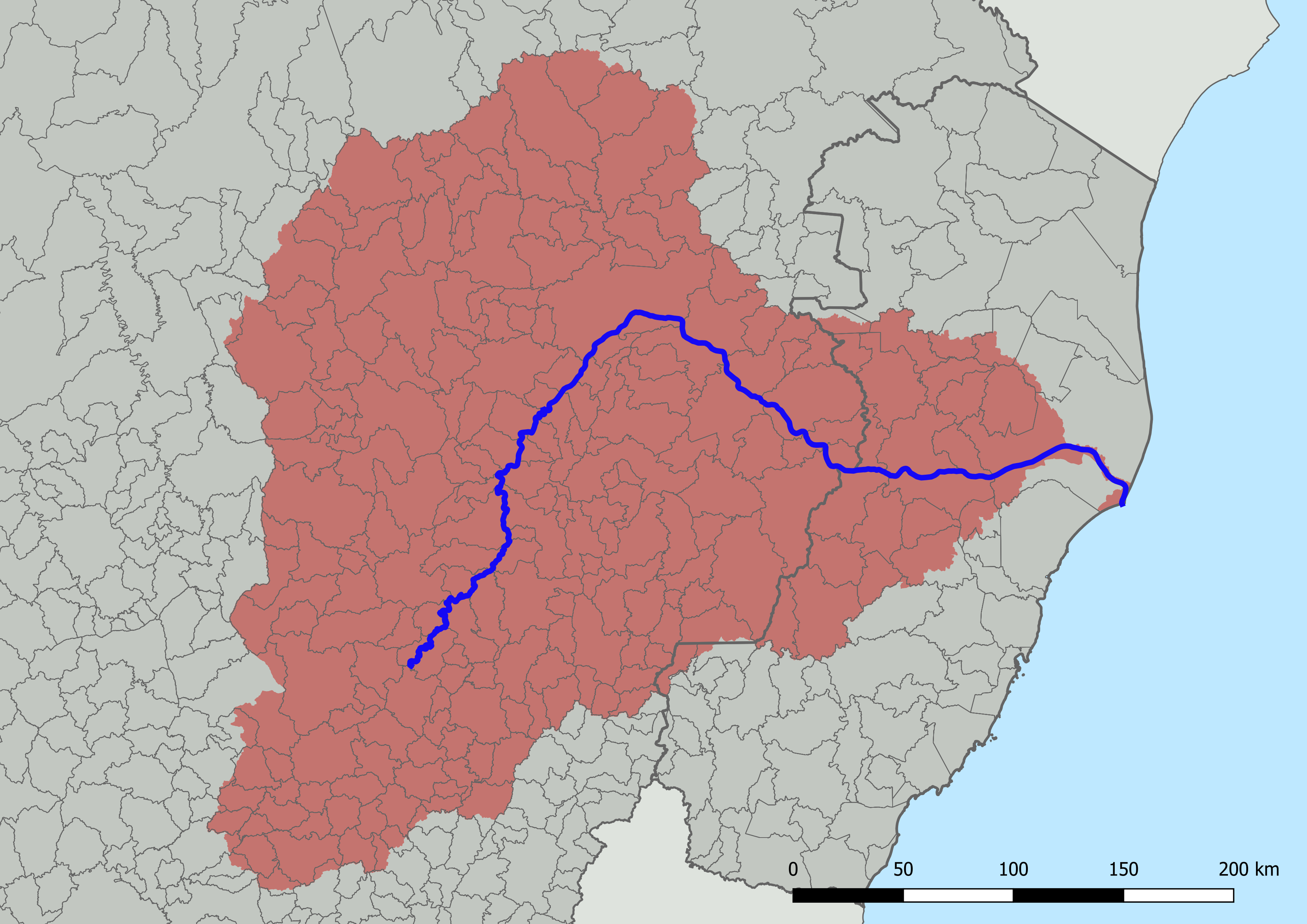
Bacia do rio Doce com divisão em municípios

A bacia do rio Doce é uma bacia hidrográfica brasileira que está situada na Região Sudeste do país. Pertence à região hidrográfica do Atlântico Sudeste e compreende uma área de drenagem de 86 175 quilômetros quadrados (km²) segundo o Comitê da Bacia Hidrográfica do Rio Doce (CBH-Doce), abrangendo total ou parcialmente 229 municípios. Desse total, 203 estão em Minas Gerais e 26 no Espírito Santo. Da área da bacia, 86% pertencem ao estado de Minas Gerais, no chamado Vale do Rio Doce, e 14% ao Espírito Santo.

## Descrição
Os principais formadores do rio Doce nascem nas serras da Mantiqueira e do Espinhaço. Entretanto, o rio Doce propriamente dito é formado a partir da confluência dos rios Piranga e do Carmo entre os municípios de Ponte Nova, Rio Doce e Santa Cruz do Escalvado, no estado de Minas Gerais. Desse ponto, o curso percorre 853 quilômetros (km) até sua foz no oceano Atlântico em Linhares, no litoral do Espírito Santo.
Além de seus formadores (rios Piranga e do Carmo), os principais afluentes do rio Doce incluem, pela margem esquerda, os rios Piracicaba, Santo Antônio, Corrente Grande, Suaçuí Pequeno, Suaçuí Grande (estes em Minas Gerais), Pancas e São José (estes no Espírito Santo). Pela margem direita os principais afluentes são os rios Casca, Matipó, Caratinga, Manhuaçu (em Minas Gerais), Guandu, Santa Joana e Santa Maria do Rio Doce (no Espírito Santo).
A bacia do rio Doce é composta pelas sub-bacias principais dos rios Piranga, Piracicaba, Santo Antônio, Suaçuí (Pequeno e Grande), Caratinga e Manhuaçu em Minas Gerais; e rios Guandu, Santa Joana e Santa Maria do Doce, dos "pontões e lagoas" e "Barra Seca e da foz" (do rio Doce) no Espírito Santo.

## Clima

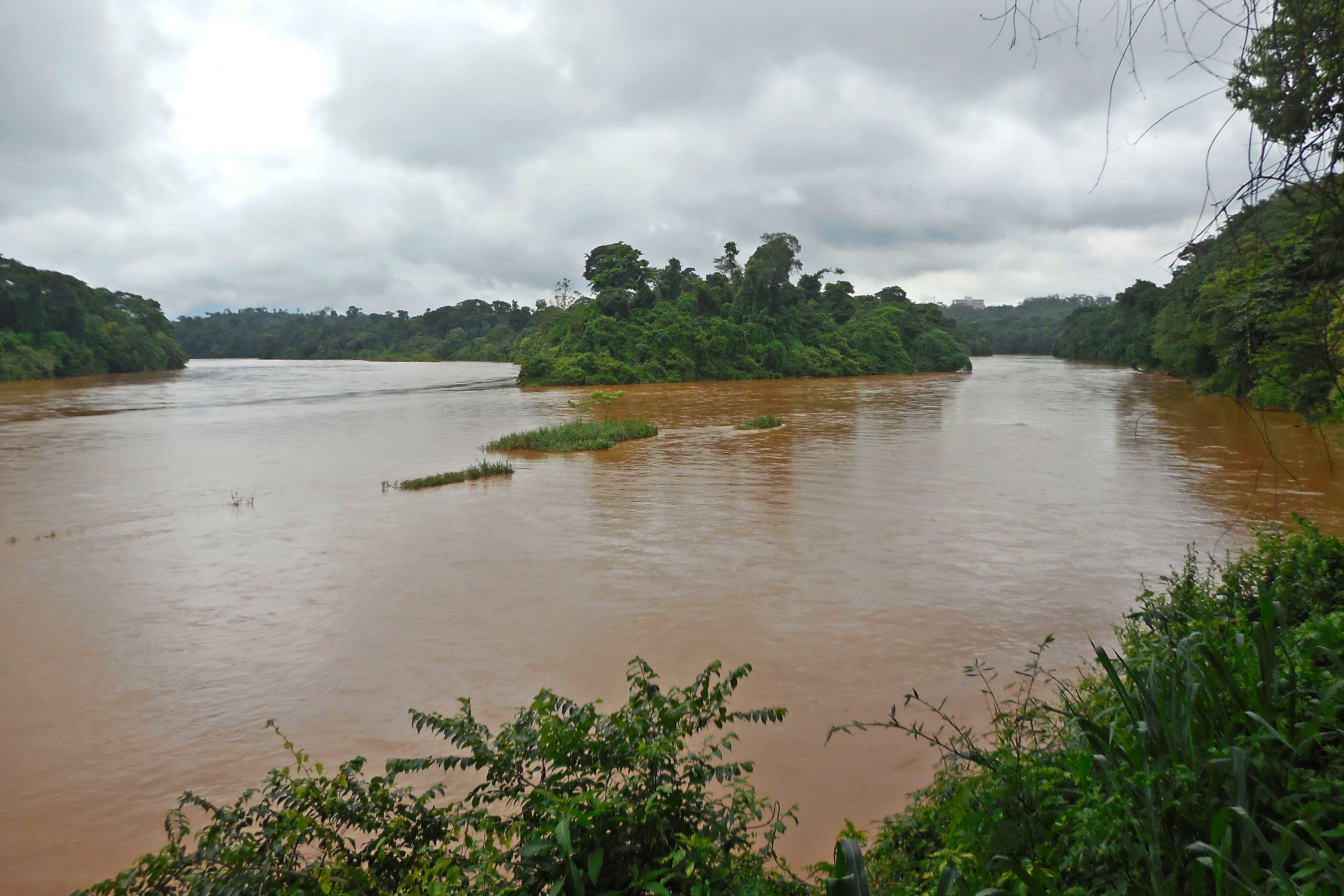
Foz do rio Piracicaba (à direita) no rio Doce, nas proximidades da zona urbana de Ipatinga.

A topografia e a maritimidade interferem diretamente nas características climáticas da bacia do rio Doce. Nos meses de inverno a presença do anticiclone do Atlântico Sul favorece o domínio da alta pressão, impedindo a elevação da umidade e configurando assim a estação seca. Nesse período também ocorre a intrusão de massas de ar polar, que dificultam a elevação das temperaturas e a formação de instabilidades. Ainda assim, o relevo e a maritimidade são prejudicadores da atuação do ar polar e impedem a manutenção de temperaturas médias baixas (menos de 18 °C) no mês mais frio do ano na maioria das altitudes abaixo dos 300 metros. No verão, por outro lado, a temperatura se eleva facilmente e a influência de instabilidades tropicais configura a estação das chuvas.
As áreas de menor altitude, o que inclui grande parte do Espírito Santo e os fundos de vale formados pelo curso do rio Doce, apresentam as maiores temperaturas e menores médias de precipitação, que variam de 1 000 a 1 200 milímetros (mm) ao ano. Essas condições caracterizam o clima tropical semiúmido (Aw, segundo a classificação climática de Köppen-Geiger), presente no Vale do Aço, em Governador Valadares, Aimorés e Colatina. Considerando toda a bacia, as maiores altitudes recebem os valores de precipitação anuais mais elevados, superiores a 1 200 mm, e possuem as menores temperaturas médias, caracterizando uma notável porção do clima tropical de altitude. No entanto, tal domínio onde for encontrado na parte norte da bacia se distingue pelo verão quente, classificando-se como Cwa, como por exemplo em Itambacuri, São João Evangelista e Itabira. A sul, onde dominam planaltos florestais, os verões são frescos e, dessa forma, o clima é designado como Cwb, a exemplo do que ocorre em Viçosa, Ponte Nova e parte de Caratinga.

## Geomorfologia e geologia

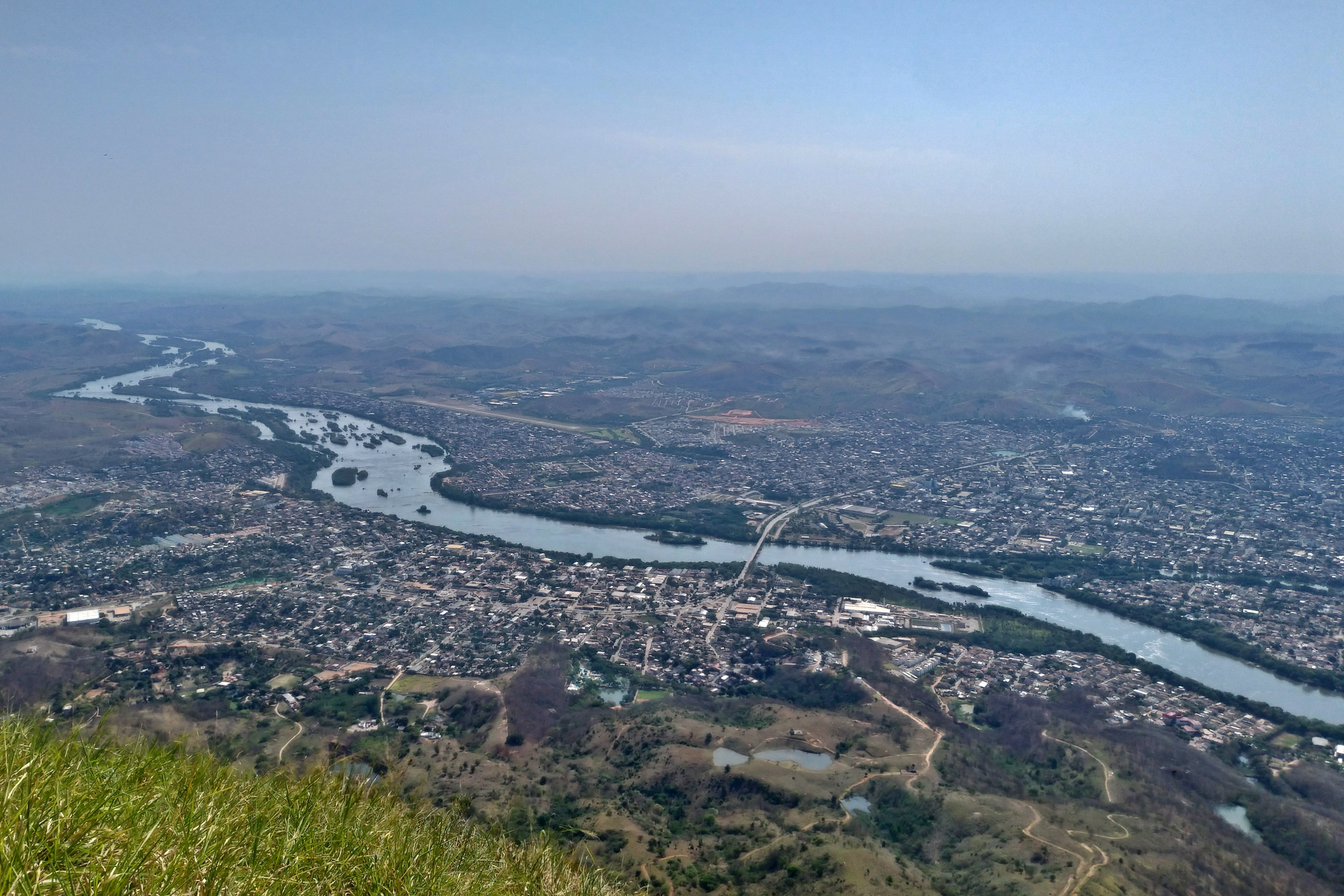
Rio Doce em Governador Valadares visto a partir do Pico da Ibituruna

O relevo da bacia do rio Doce é significativamente acidentado, caracterizado pelos chamados mares de morros. O curso demarca uma zona rebaixada chamada de depressão interplanáltica do rio Doce, cujas altitudes médias em seu interior variam de 250 a 500 m em colinas de declividade média. Até chegar a Governador Valadares o rio Doce segue um trajeto sudoeste–nordeste que intercede a unidade geológica denominada "Cinturão Atlântico", que faz parte da Província Mantiqueira. A jusante de Governador Valadares a disposição do leito passa a ser oeste–leste até a foz.
Os chamados planaltos dissecados do centro-sul e do leste de Minas Gerais ocupam cerca de 70% da área da bacia e apresentam um relevo ondulado, incluindo acidentes como cristas, vales e colinas. Outras unidades geológicas relevantes da bacia são a serra do Espinhaço, a leste, que é composta por estruturas ruiniformes moldadas pela erosão fluvial e divide as bacias dos rios Doce, São Francisco e Jequitinhonha; e o Quadrilátero Ferrífero, na extremidade oeste, com altitudes que variam de 1 000 a 1 700 m, ultrapassando os 2 000 m na serra do Caraça, sob rochas dissecadas pela estrutura geológica. Entretanto, a maior altitude da área da bacia é encontrada em Iúna, no Espírito Santo, com 2 627 m.
O subsolo, por sua vez, dispõe de diversos aquíferos, mas a maioria (92,6% do total) são de aquíferos fraturados, com baixa produtividade de água. Cerca de 3,5% dos aquíferos se concentram na região litorânea do Espírito Santo, onde a produtividade é potencialmente alta, porém variável. O aquífero aluvionar localizado sob o Vale do Aço, que corresponde a 3% da massa, é o único com alta produtividade e vazão, onde serve como principal fonte do abastecimento público. O restante dos aquíferos são dos tipos cársticos ou com dupla porosidade, com produtividade de água variável.

### Pedologia

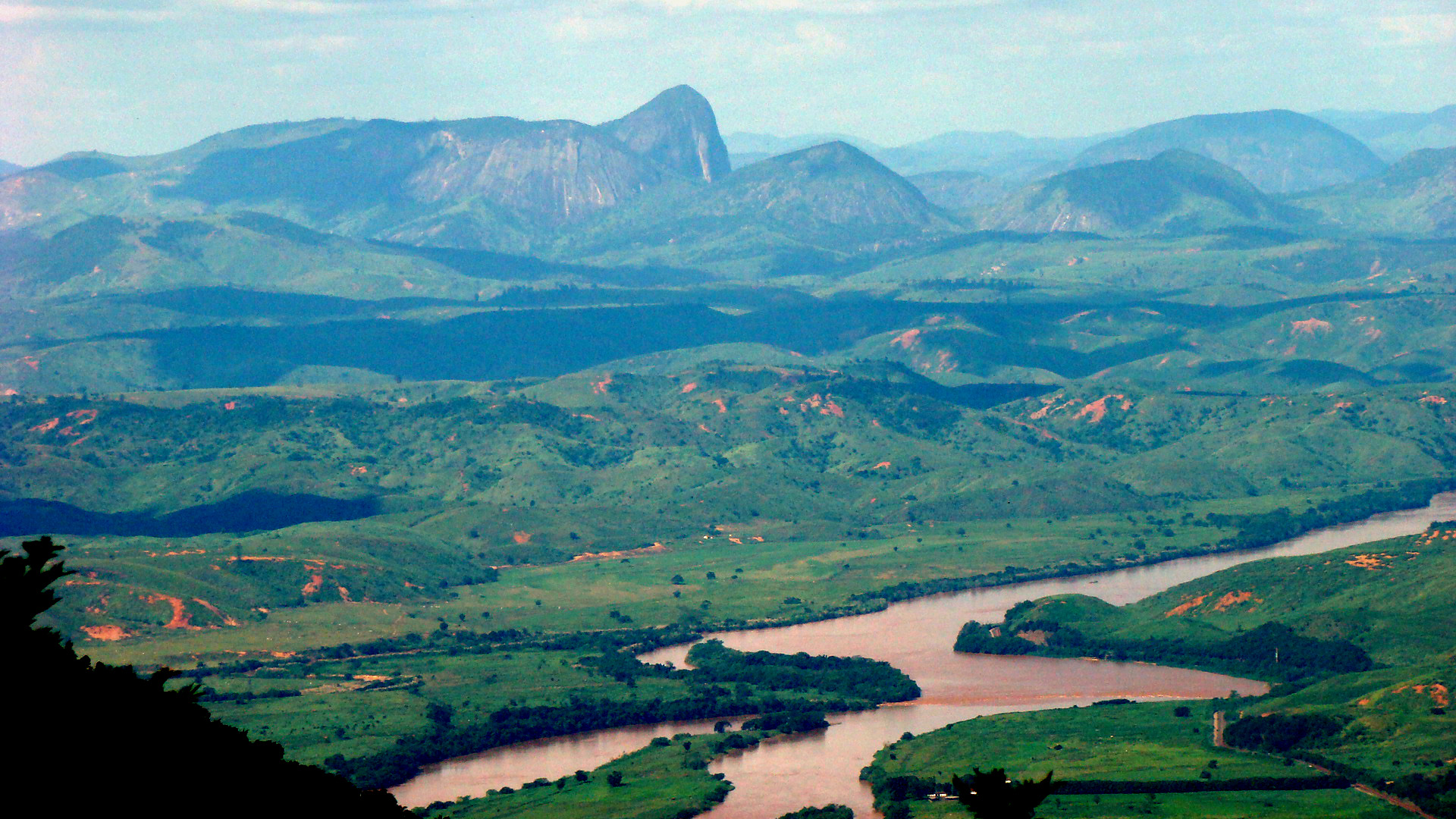
Trecho do médio rio Doce com relevo ondulado e montanhoso ao redor

A composição rochosa varia conforme a configuração morfológica descrita anteriormente. Na depressão do rio Doce predominam rochas do complexo gnáissico-magmático-metamórfico, dentre as quais se sobressaem biotita-gnaisse, rochas graníticas e granito-gnáissicas e, em menor escala, de rochas do complexo charnoquítico. Nos planaltos dissecados, por sua vez, o domínio é de rochas granito-gnáissicas do embasamento Pré-Cambriano sob estruturas cristalinas. Na serra do Espinhaço a composição predominantemente é de rochas quartzíticas, enquanto que no Quadrilátero Ferrífero se sobressaem as cristas de itacolomito, itabirito e quartzito.
Na bacia predominam solos das classes latossolo vermelho-amarelo e argissolo vermelho-amarelo, sendo que os latossolos são registrados desde em relevo plano até no montanhoso. São drenados, distróficos e álicos (com alta concentração de alumínio), formados principalmente a partir de rochas gnáissicas e magmáticas, xistos e de depósitos argilo-arenosos. Enquanto isso, o argissolo se forma a partir de rochas gnáissicas e magmáticas, charnoquitos e xistos e também é encontrado desde em relevo plano até no montanhoso, porém é mais comum em áreas acidentadas. Esse tipo de solo é o mais propenso à erosão, ao mesmo tempo que é o mais adequado para algumas culturas agropecuárias da região, como milho, arroz, café e pastagens. Em menor escala são encontrados latossolo húmico, solos litólicos, cambissolos e afloramentos de rochas.

## Crime ambiental

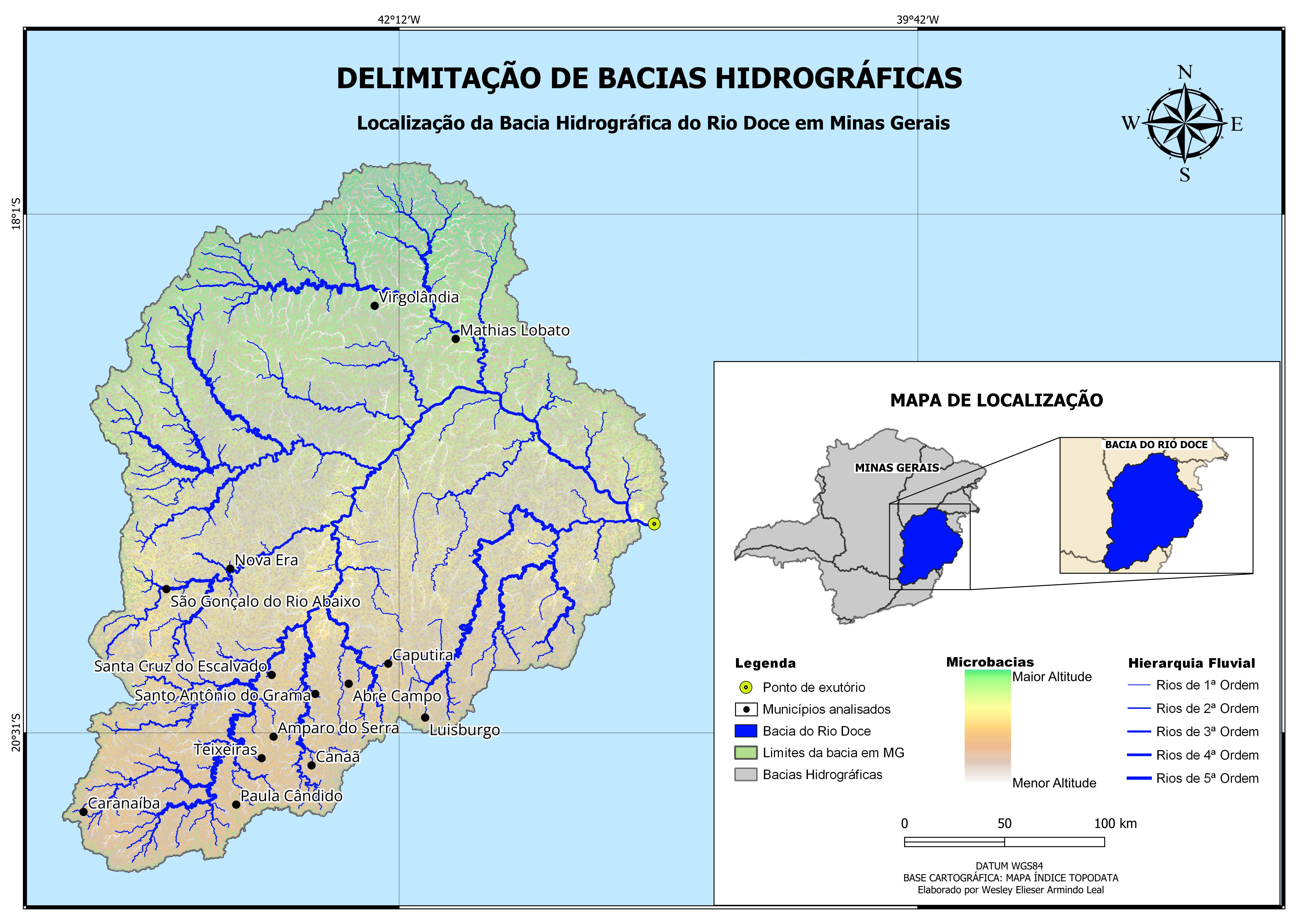
Municípios analisados na Bacia Hidrográfica com o Indicador de Salubridade Ambiental.

No dia 5 de novembro de 2015, ocorreu o rompimento de uma barragem de rejeitos de mineração no subdistrito de Bento Rodrigues, no município de Mariana, Minas Gerais, causando uma enxurrada de 62 milhões de metros cúbicos de rejeitos de mineração, que foram lançados no rio Doce, percorrendo centenas de quilômetros até chegar à sua foz, no litoral do Espírito Santo, provocando enormes danos aos ecossistemas da bacia do rio Doce. O evento foi considerado como o maior desastre ambiental da história do Brasil e o pior acidente com barragens de rejeitos já registrado no mundo.